# Лукашин, Алексей Викторович
Алексей Викторович Лукашин (род. 3 апреля 1976) — российский химик-материаловед, и. о. декана факультета наук о материалах МГУ (2024), член-корреспондент РАН с 22 декабря 2011 года, профессор.

## Биография
Защитил кандидатскую диссертацию «Синтез и свойства наноструктур на основе слоистых двойных гидроксидов» в 2001 году.
В 2009 году защитил докторскую диссертацию «Создание функциональных нанокомпозитов на основе оксидных матриц с упорядоченной пористой структурой»
В 2011 году был избран член-корреспондентом Российской Академии Наук по секции «Науки о материалах» отделения химии и наук о материалах..

## Награды и премии
- Лауреат премии МГУ им. И. И. Шувалова (2004) за цикл работ «Функциональные материалы на основе низкоразмерных наноструктур»[4].
- Почётная грамота Президента Российской Федерации (5 февраля 2024 года) — за заслуги в развитии отечественной науки, многолетнюю плодотворную деятельность и в связи с 300-летием со дня основания Российской академии наук[5].